# Federální prokurátor Spojených států amerických
Federální prokurátoři Spojených států amerických (anglicky United States Attorneys, viz sekce název) jsou úředníci ministerstva spravedlnosti, kteří mají postavení hlavních federálních žalobců v trestních procesech v příslušném soudním obvodu a rovněž zastupují federální vládu v civilních procesech u federálních a státních soudů v rámci daného obvodu.
K 1.1.2024 vykonává funkci 93 federálních prokurátorů v 94 soudních obvodech. Ke každému obvodu je přidělen jeden prokurátor, s výjimkou Guamu a Severních Marian, kde působí jeden prokurátor pro oba obvody. Prokurátor je pro daný obvod hlavním federálním úředníkem pro vymáhání práva.

## Název

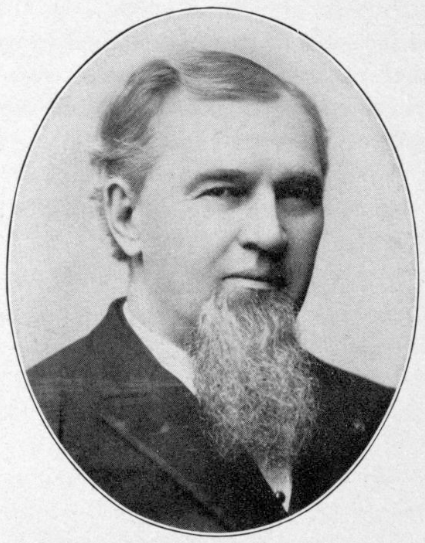
David Timothy Corbin, federální prokurátor z Jižní Karolíny, známý svým vedením obžaloby proti Ku-Klux-klanu v roce 1872

Výraz attorney lze přeložit jako zástupce či advokát. Neformálně jsou tito úředníci označování jako federal prosecutors. V češtině jsou pak nazýváni federální prokurátoři, či státní zástupci.

## Jmenování
Federální prokurátoři jsou jmenováni do funkce prezidentem na 4 roky. Jejich jmenování je podmíněno souhlasem Senátu. Prezident může rovněž prokurátory odvolávat. Po nástupu nového prezidenta do úřadu jsou zpravidla prokurátoři hromadně obměněni v rámci nástupu nové administrativy.

## Pravomoci
Funkce federálních prokurátorů vznikly v roce 1789 spolu s ministerstvem spravedlnosti a Maršálskou službou. Federální prokurátoři jsou hlavními představiteli a manažery Úřadu federálního prokurátora, který tvoří až 350 zástupců prokurátora a 350 dalších pracovníků.
Hlavní pravomocí a povinností prokurátora je být hlavním žalobcem v trestních věcech a zastupovat Spojené státy v civilních případech. Dále mají kontrolní pravomoc nad všemi federálními vyšetřovateli ve svých obvodech a mohou je řídit v rámci jejich vyšetřování. To zahrnuje Federální úřad pro vyšetřování (FBI), Úřad pro alkohol, tabák, zbraně a výbušniny (ATF), Úřad pro potírání drog (DEA) a další agentury Ministerstva spravedlnosti. Také spolupracují s dalšími agenturami mimo ministerstvo, jako jsou Tajná služba Spojených států amerických a Imigrační a celní úřad, na stíhání případů relevantních pro jejich jurisdikční oblasti.